# Драже с перцем
«Драже с перцем» — франко-итальянский комедийный фильм режиссёра Жака Баратье, снятый в 1963 году.
Премьера фильма состоялась 21 декабря 1963 года. Фильм был отобран для показа в рамках киноклассики на Каннском кинофестивале 2016 года.

## Сюжет
Жерар, молодой человек из хорошей семьи, мечтающий стать актёром. Он хороший теннисист, только что победивший чемпиона Франции. Однако его настоящей страстью является кино. С группой молодых людей, таких же страстных киноманов, как он, Жерар берётся снимать фильм о Париже и парижанах. В кадр попадают школа стриптиза, немецкие туристы, водопроводчики и слесари, проститутки и легионеры, отцы семейств и многие другие. После съёмки фильма Жерар станет знаменитым. Вместе со своей девушкой он отправится в Голливуд; что ждёт его там ?
Фильм пародирует «новую волну», американские шоу, музыкальную комедию, интеллектуальное кино.

## В ролях
- Жак Баратье — Оскар
- Жан-Поль Бельмондо — Раймон, легионер
- Клод Брассёр — сантехник
- Гай Бедос — Жерар
- Жак Дюфило — месье Альфонсо, директор школы стриптиза
- Андреа Паризи — стриптизёрша
- Франсуаза Брайон — стриптизёрша
- Франсуа Перье — Легран
- Софи Домье — Джекки
- Анна Карина — Жаннет
- Жан-Пьер Марьель — Ракановски
- Валери — Лагранж
- Марина Влади — зовущая девушка
- Симона Синьоре — Женевьева, проститутка
- Александра Стюарт — Анна
- Роже Вадим — играет самого себя
- Моника Витти — играет саму себя
- Ромоло Валли — монсеньор
- Элизабет Винер — Фредерика
- Жорж Вильсон — Казимир
- Паскаль Роберт — Сполиарелла
- Жан Ришар — Лепети
- Рита Ренуар — этнолог